# Maison Grenier
La maison Grenier est une maison unifamiliale située dans le boulevard Pierre Mayance à Charleroi (Belgique). Elle a été construite en 1935 par l'architecte Marcel Depelsenaire pour Georges Grenier.

## Histoire
Actuellement, la façade est peinte en blanc mais, à l'origine, elle avait un jeu chromatique de brique et de béton peint en blanc.

## Architecture

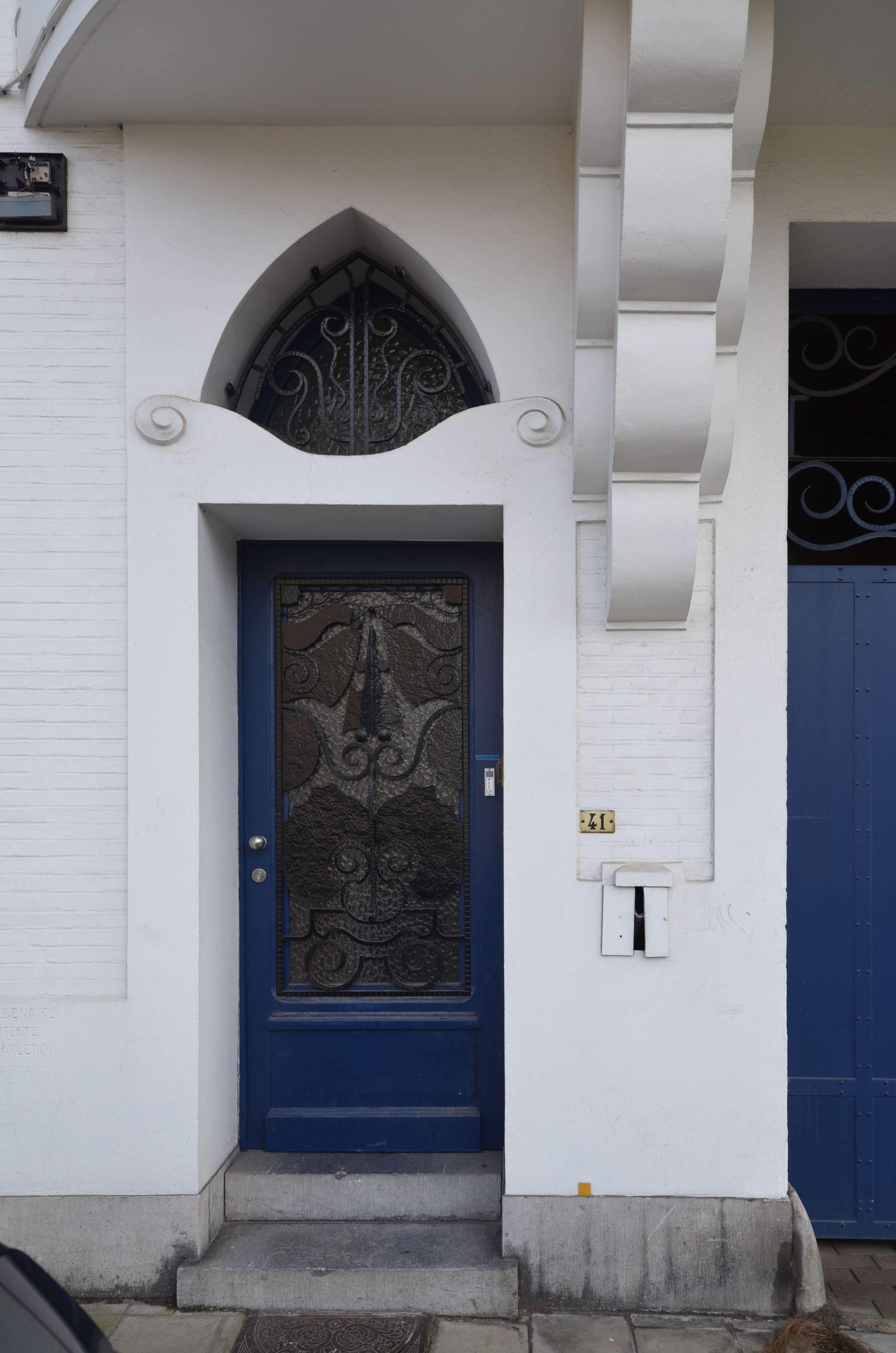
Détail de la porte d'entrée.

La maison unifamiliale conçue par Marcel Depelsenaire se caractérise par une façade Art déco peinte par la suite en blanc. Le bâtiment est divisé en trois niveaux tout en conservant le programme architectural d'origine. Une forte courbe en saille soutenue par une grande console distingue les deux niveaux d'habitation, tandis que le rez-de-chaussée offre une grande ouverture pour le passage des véhicules,.